# Roberto Ferreiro
Pour les articles homonymes, voir Ferreiro.
Roberto Ferreiro (né le 25 avril 1935 à Avellaneda en Argentine et mort le 20 avril 2017 est un joueur de football international argentin, qui évoluait au poste de défenseur, avant de devenir ensuite entraîneur.

## Biographie

### Carrière de joueur

#### Carrière en club
Roberto Ferreiro joue au CA Independiente, à River Plate, et enfin à Millonarios.
Avec Independiente, il remporte trois championnats d'Argentine et deux Copa Libertadores.

#### Carrière en sélection
Avec l'équipe d'Argentine, il joue 18 matchs (pour aucun but inscrit) entre 1962 et 1966.
Il figure dans le groupe des sélectionnés lors de la Coupe du monde de 1966. Lors du mondial organisé en Angleterre, il joue 4 matchs : contre l'Espagne, la RFA, la Suisse, et enfin contre le pays organisateur. L'Argentine atteint les quarts de finale de cette compétition.
Il participe également à la Copa América de 1963, compétition lors de laquelle l'Argentine se classe troisième.

### Carrière d'entraîneur
Avec le CA Independiente, il remporte comme manager deux Copa Libertadores, une Coupe intercontinentale et enfin une Copa Interamericana.

## Palmarès
| Independiente - Championnat d'Argentine (3) : - Champion : 1960, 1963 et 1967 (Nacional). - Vice-champion : 1964. - Copa Libertadores (2) : - Vainqueur : 1964 et 1965. |  | - Coupe intercontinentale : - Finaliste : 1964 et 1965. |

| - Copa Libertadores (2) : - Vainqueur : 1973 et 1974. - Coupe intercontinentale (1) : - Vainqueur : 1973. - Finaliste : 1974. |  | - Copa Interamericana (1) : - Vainqueur : 1973. - Finaliste : 1974. |